# Nicanor Ier d'Alexandrie
Nicanor Ier (né à Volos, mort en 1869) est pape et patriarche orthodoxe d'Alexandrie et de toute l'Afrique du 17 janvier 1866 au 31 mars 1869.